# Фантастика. Пригоди. Детектив
«Фантастика. Пригоди. Детектив» — книжкова серія, яка випускалась видавництвом «Дніпро» в Українській РСР та Україні упродовж 1990-1993.
У межах серії були видані перекладені українською мовою твори фантастичного, пригодницького та детективного жанрів.
Усі книги серії випускались у форматі 84×108/32 (130×200 мм).

## Видання серії
За нетривалий строк існування серії було видано 6 книг.
| Автор      | Видання                                           | Рік видання | Сторінок | Наклад  |
| ---------- | ------------------------------------------------- | ----------- | -------- | ------- |
| Лем С.     | Кіберіада: збірник                                | 1990        | 815      | 150 000 |
| Азімов А.  | Кінець вічності: вибрані твори                    | 1990        | 767      | 150 000 |
| Крісті А.  | Запізніла розплата. Таємниця Індіанського острова | 1991        | 304      | 200 000 |
| Дюма А.    | Три мушкетери                                     | 1992        | 622      | 100 000 |
| Дойл А. К. | Собака Баскервілів                                | 1992        |          | 100 000 |
| Коллінз В. | Місячний камінь                                   | 1993        | 460      | 100 000 |